# Naja annulifera
Naja annulifera là một loài rắn trong họ Rắn hổ. Loài này được Peters mô tả khoa học đầu tiên năm 1854.

## Hình ảnh

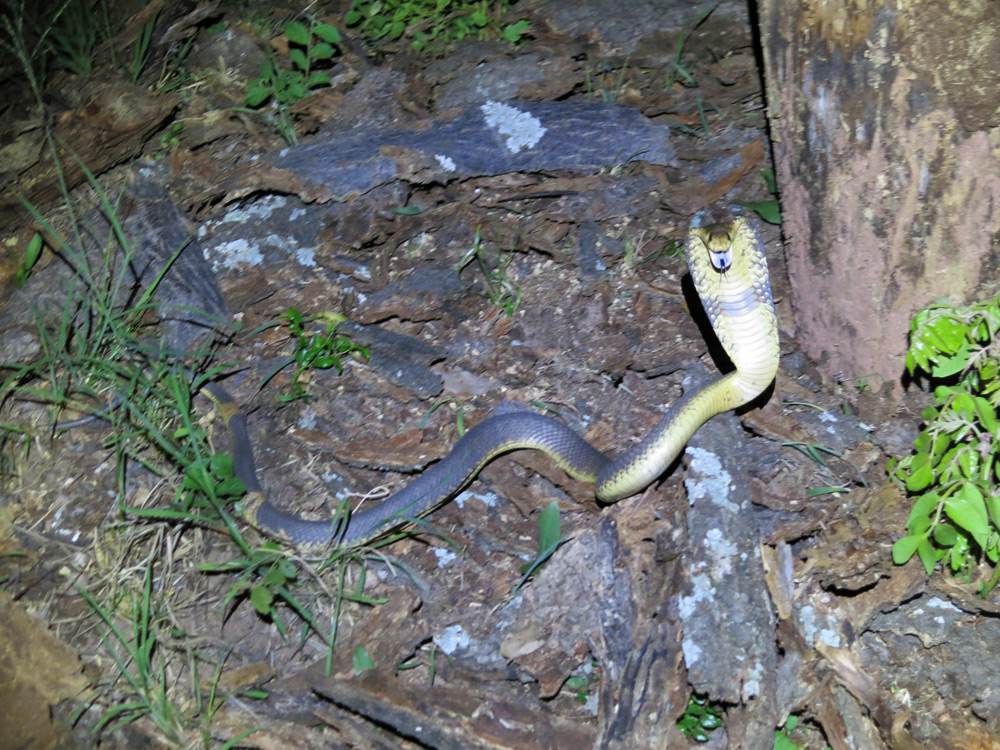